# حكومة مصطفى الكاظمي
حكومة مصطفى الكاظمي حكومة عراقية برئاسة مصطفى الكاظمي، شُكّلت في 7 أيار مايو 2020 حتى 27 تشرين الأول سنة 2022، لتُسير العراق لمرحلة انتقالية، حيث نالت الثقة من البرلمان العراقي، الذي صادق على منح الثقة لخمسة عشر وزيرًا من حكومته، وتأجّل منح الثقة لعدد من الوزارات إلى وقت لاحق، بسبب الخلاف على الأسماء المُرشحة لإدارتها، وفي يوم 6 تشرين الثاني سنة 2022، أُعلنَ عن إحالتها على التقاعد، وضمت حكومته عند نيل الثقة كُلًّا من:

صورة لمجلس الوزارء، يوم 23 نيسان سنة 2021

| الوزارة                                                   | الوزير                            | الحزب                                | الفترة                                           |
| --------------------------------------------------------- | --------------------------------- | ------------------------------------ | ------------------------------------------------ |
| رئيس وزراء العراق                                         | مصطفى الكاظمي                     | مستقل                                | 7 أيار 2020- 27 تشرين الأول/أكتوبر 2022          |
| وزارة الداخلية                                            | عثمان علي فرهود مشير              | مستقل                                | 7 أيار 2020 - 27 تشرين الأول/أكتوبر 2022         |
| وزارة المالية                                             | علي حيدر عبد الأمير عباس          | مستقل                                | 7 أيار 2020 - 16 آب/اغسطس 2022 - استقال من منصبه |
| وزير المالية (وكالة)                                      | إحسان عبد الجبار (وكالة)          | تيار الحكمة الوطني (الحكيم)          | 16 آب/اغسطس 2022 - 11 تشرين الأول/أكتوبر 2022    |
| وزير المالية (وكالة)                                      | هيام نعمت (وكالة)                 | الكوتا التركمانية                    | 15 أكتوبر 2022 - 27 تشرين الأول/أكتوبر 2022      |
| وزارة الدفاع                                              | جمعة عناد سعدون خطاب              | اتحاد القوى                          | 7 أيار 2020 - 27 تشرين الأول/أكتوبر 2022         |
| وزارة التربية                                             | علي حميد مخلف محسن                | اتحاد القوى                          | 7 أيار 2020 - 27 تشرين الأول/أكتوبر 2022         |
| وزارة التعليم العالي والبحث العلمي                        | نبيل كاظم عبد الصاحب عباس         | تحالف الفتح                          | 7 أيار 2020 - 27 تشرين الأول/أكتوبر 2022         |
| وزارة الاتصالات                                           | أركان شهاب أحمد كاظم              | ائتلاف النصر (العبادي)               | 7 أيار 2020 - 27 أكتوبر 2022                     |
| وزارة الاعمار والإسكان والبلديات والأشغال العامة (العراق) | نازنين محمد وسو شيخ محمد          | الحزب الديمقراطي الكردستاني (برزاني) | 7 أيار 2020 - 27 تشرين الأول/أكتوبر 2022         |
| وزارة الصناعة والمعادن                                    | منهل عزيز محمود عبد الرحمن الخباز | اتحاد القوى                          | 7 أيار 2020 - 27 تشرين الأول/أكتوبر 2022         |
| وزارة الصحة والبيئة                                       | حسن محمد عباس سلمان التميمي       | مستقل                                | 7 أيار 2020-4 أيار 2021                          |
| وزارة الصحة (وكالة)                                       | هاني العقابي                      | مستقل                                | ؟ - 27 تشرين الأول/أكتوبر 2022                   |
| وزارة البيئة (وكالة)                                      | جاسم الفلاحي                      | مستقل                                | ؟ - 27 تشرين الأول/أكتوبر 2022                   |
| وزارة الشباب والرياضة                                     | عدنان درجال مطر جاسم              | مستقل                                | 7 أيار 2020 - 27 تشرين الأول/أكتوبر 2022         |
| وزارة العمل والشؤون الاجتماعية                            | عادل حاشوش الركابي                | تيار الحكمة الوطني (الحكيم)          | 7 أيار 2020 - 27 أكتوبر 2022                     |
| وزارة الكهرباء                                            | ماجد مهدي حنتوش علي               | مستقل                                | 7 أيار 2020- 5 تموز 2021(1)                      |
| وزارة الموارد المائية                                     | مهدي رشيد مهدي جاسم الحمداني      | تحالف الفتح                          | 7 أيار 2020 - 27 تشرين الأول/أكتوبر 2022         |
| وزارة التخطيط                                             | خالد بتال نجم عبد الله            | اتحاد القوى                          | 7 أيار 2020 - 27 تشرين الأول/أكتوبر 2022         |
| وزارة النقل                                               | ناصر حسين بندر حمد الشبلي         | تحالف الفتح                          | 7 أيار 2020 - 27 تشرين الأول/أكتوبر 2022         |
| وزارة النفط                                               | إحسان عبد الجبار                  | تيار الحكمة الوطني (الحكيم)          | 6 حزيران 2020 - 27 تشرين الأول/أكتوبر 2022       |
| وزارة العدل                                               | سالار عبد الستار محمد حسين        | (برزاني)                             | 6 حزيران 2020 - 27 تشرين الأول/أكتوبر 2022       |
| وزارة الخارجية                                            | فؤاد محمد حسين بكي                | الحزب الديمقراطي الكردستاني (برزاني) | 6 حزيران 2020 - 27 تشرين الأول/أكتوبر 2022       |
| وزارة الثقافة                                             | حسن ناظم عبد حمادي                | تحالف الفتح                          | 6 حزيران 2020 - 27 تشرين الأول/أكتوبر 2022       |
| وزارة الزراعة                                             | محمد كريم جاسم صالح الخفاجي       | تحالف الفتح                          | 6 حزيران 2020 - 27 تشرين الأول/أكتوبر 2022       |
| وزارة التجارة                                             | علاء أحمد حسن عبيد الجبوري        | اتحاد القوى                          | 6 حزيران 2020 - 27 تشرين الأول/أكتوبر 2022       |
| وزارة الهجرة والمهجرين (العراق)                           | إيفان فائق يعقوب                  | الكوتا المسيحية                      | 6 حزيران 2020 - 27 تشرين الأول/أكتوبر 2022       |
| وزير الدولة لشؤون مجلس النواب                             | هيام نعمت                         | الكوتا التركمانية                    | 12 كانون الأول 2020 - 27 تشرين الأول/أكتوبر 2022 |

## الهوامش
- «1»: عُيّنَ بعده عادل كريم.